# Kościół św. Marcina i św. Stanisława Biskupa w Goszczanowie
Kościół pw. śś. św. Marcina i św. Stanisława BpM w Goszczanowie wzniesiony został w 1666, w miejscu drewnianego, jednonawowego kościoła, który przetrwał do 1646 roku i prawdopodobnie spłonął od uderzenia pioruna. 
Świątynia jest wotum błagalnym o powrót dziedzicowego syna Stanisława z tureckiej niewoli. Jest obiektem murowanym, jednonawowym.